# Malta ai XXII Giochi olimpici invernali
Malta ha partecipato ai XXII Giochi olimpici invernali che si sono svolti dal 7 al 23 febbraio a Soči in Russia, con una delegazione composta da una atleta.
Questa rappresenta la prima apparizione di Malta ai Giochi olimpici invernali.

## Sci alpino
| Gara                      | Atleta          | Manche 1 | Manche 1  | Manche 2 | Manche 2  | Totale  | Totale    |
| Gara                      | Atleta          | Tempo    | Posizione | Tempo    | Posizione | Tempo   | Posizione |
| ------------------------- | --------------- | -------- | --------- | -------- | --------- | ------- | --------- |
| Slalom gigante femminile  | Élise Pellegrin | 1'36"85  | 72        | 1'36"27  | 64        | 3'13"12 | 65        |
| Slalom speciale femminile | Élise Pellegrin | 1'07"10  | 52        | 1'02"73  | 39        | 2'09"83 | 42        |